# 大花兜被兰
大花兜被兰（学名：Neottianthe camptoceras）为兰科兜被兰属下的一个种。

## 扩展阅读
維基物種上的相關：大花兜被兰